# Савченко, Виктор Анатольевич
Виктор Анатольевич Савченко (род. 13 декабря 1961, Одесса) — украинский писатель
, публицист, педагог и краевед, доктор исторических наук.

## Биография
Виктор Савченко в 1985 году окончил исторический факультет Одесского университета, в 1990 году — аспирантуру. В 1990 году защитил кандидатскую диссертацию по истории анархистского движения на Украине в 1917—1921 годах. Одна из первых статей Виктора Савченко «Измена „батьки“ Махно и „железная метла“ Л. Троцкого» (История СССР. — Москва, 1990. — 2. — С. 75-90) стала началом реабилитации Нестора Махно в исторической науке и в общественном сознании.
С 1985 г. работал преподавателем истории и социологии в одесских ВУЗах. В 1995—1996 годах работал в Украинском институте им. Т. Шевченко (Париж). Доцент Одесского университета внутренних дел, преподаватель социологии (с 2002). Был руководителем одесских организаций Всеукраинской партии «Собор» (2000—2001), Всеукраинской партии Мира и Единства (с 2002, заместитель председателя партии с 2006 г.), выдвигался в Верховную Раду Украины (1995), работал в политическом PR. Как общественный деятель руководит «Ассоциацией европейской культуры» (с 2000) и научным историко-краеведческим обществом «Одессика» (с 2009).
С 1990 г. опубликовал более 320 статей в журналах «Корреспондент», «Weekly.ua», «Пик. Политика и культура» (Киев), «Пассаж», «Альянс» (Одесса), в газетах «Русская мысль» (Париж), «Українське слово» (Париж), «Вестник региона», «Юг», «Слово», «Черноморські новини», «Порто-Франко» (Одесса) и др. Член редколлегии научного журнала «EMINAK», главный редактор историко-краеведческого научного альманаха «Юго-Запад. Одессика» и научного исторического журнала «Старожитності Лукоморя».
В 2000 г. начал карьеру писателя-публициста, автор более 30 книг.
Член Национального союза журналистов Украины, Всеукраинского союза краеведов и Ассоциации украинских писателей.
Профессор кафедры Истории Украины Южноукраинского нац. педагогического университета имени К. Д. Ушинского. В 2017 защитил докторскую диссертацию «Анархістський рух в Україні в 1903—1929 рр.: організаційні форми, комунікації і механізми функціонування».
Соавтор современного герба Одессы (1999).

## Книги
В. Савченко автор и соавтор 36 книг:
- «Авантюристы гражданской войны» (М., АСТ, 2000, 380 ст., переиздание с дополнениями. Харьков, Фолио. 2010. 416 ст.)
- «Мистики в Кремле» // «Южный город» (Одесса, 2003,- Вып. 2. стр. 148 165, Вып. 3, ст. 143 152)
- «Симон Петлюра» (Харьков, Фолио. 2004, 416 ст.// переиздано в 2006 и 2009),
- «Махно» (Харьков, Фолио. два издания 2005, 2007. 416 ст. в 10-ке лучших книг конкурса журнала «Корреспондент»),
- «12 войн за Украину» (Харков, Фолио. 416 ст. 2005, 2006, 2007 — три издания),
- «Анархисты-террористы в Одессе 1903—1913» (Одесса: Оптимум, 2005)
- «Мишка Япончик и атаман Адский» (Одесса: Оптимум, 2006)
- «Одесса масонская» (Одесса: Оптимум, 2006)
- «Атаманы казачьих войск» (М., Эксмо, 2006, 410 ст.),
- «Останній гетьман. Павло Скоропадський»(Харьков, Фолио, 2008. 410 ст.),
- «Україна масонська» (Киев, Нора-Друк, 2008, 380 ст. 1 место конкурса «Лучшая украинская книга 2009»)
- «Павло Скоропадський» (Харьков, Фолио, 2009. серия «Знаменитые украинцы»)
- «Нестор Махно» (Харьков, Фолио, 2009. серия «Знаменитые украинцы»)
- «Котовский» (М., Эксмо, 2010, 256 ст.)
- «100 знаменитых революционера и анархиста» (Харьков, Фолио, 2010. 510 ст.)
- Атаманщина. Харьков, Фоліо, 2011. 380 ст.
- Неофициальная Одесса эпохи нэпа (март 1921 — сентябрь 1929). М., РОССПЭН. 2012. 287 ст.(рецензії: Shtakser І. Book Review of Viktor Savchenko’s Neofitsial’naia Odessa epokhi NEPa: 1921—1929 // The NEP Era: Soviet Russia 1921—1928. California. Vol.8(2014). рр. 105—108; Бутов М. «Жемчужина у моря» на просвет // Московский книжный журнал. 2011).
- Вольная Одесса — Одесская республика — Юго-Западній край. Харьков, Фоліо, 2013. 288 ст.
- Анархістський рух в Одесі (1903—1916 рр.). Одеса. Печатный дом. 2014. 308 ст.
- The Historical Chronology of Free Masonry in Ukraine. Львів, «Ї». 2015. 50 ст.
- Діяльність анархістських організацій в Україні у 1903—1929 рр: історичний аспект та політична практика. — Київ, 2017. 445 ст.
- Проект «Україна» Махновська трудова федерація. 1917—1921. Харків, «Фоліо», 2018. 388 ст.
- Анархісти Одеси. 1917 — 1937. Одеса: «Астропринт», 2020. 218 с.

## Соавтор книг
- «Коммунистическое движение. Очерки истории» (Харьков, НУВД, 2004)
- «Одесса до Одессы». Одесса: Оптимум. 2006. (совместно с В. Файтельберг-Бланком)
- «Одесса в эпоху войн и революций. 1914—1920». Одесса: Оптимум. 2008. (совместно с В. Файтельберг-Бланком)
- «Оборона Одессы. 73 дня героической обороны города» — 1-е. М.: Центрполиграф, 2011. 447 с. (На линии фронта. Правда о войне). 4 000 экз. ISBN 978-5-227-03050-4. (совместно с Филипенко А. А.)
- Очерки истории обороны Одессы 1941 г. Одесса, Оптимум, 2011. (співавт. М. Михайлуца, Д. Урсу, А. Филипенко).
- Воля проти рабства. Одеса: Новий друк, 2017. 524 ст. (співавт. К. Сорокіна Н. Крестовська Т. Гончарук, О. Бабич).

## Киносценарии
- Автор киносценария д/телефильма «Пять смертей Петлюры» (РТР, 2008).
- Автор сценария х.т.с. 12 с. «Банды Транснистрии» (не реализован).

## Консультант по историческим вопросам телефильмов
- «Кто убил Котовского» (РТР, 2004)
- «Скоропадский», «Авантюристы гражданской войны», «Котовский», «Как это делалось в Одессе» (5 канал, Россия)
- «Легенды бандитской Одессы» 48 серий (НТН, 2008)
- Художнього телесеріалу «Убить Сталина» (УМГ, 2009).
- «В поисках истины» (Котовський, Япончик, Блюмкін, Рейлі, Остап Бендер) (СТБ, 2007—2009)
- «Лабиринты истории» (УРА — студия, Одесса, 2009)
- «Махно» (УТ-1, 2008)

## Электронные версии книг
- Авантюристы гражданской войны. М., 2000
- Симон Петлюра. Харьков, 2004.
- Двенадцать войн за Украину. Харьков: Фолио, 2006
- Україна масонська. Київ: Нора-Друк, 2008